# Sebzett szívek
A Sebzett szívek (eredeti címe: Siempre te amaré, „Mindig szeretni foglak”) egy 2000-ben készült mexikói telenovella Laura Flores, Fernando Carrillo és Arturo Peniche főszereplésével. Az 1975-ös Lo imperdonable című mexikói telenovella remake-je. A 135 epizódból álló sorozatot hazánkban a TV2 kereskedelmi csatorna tűzte műsorára 2001. március 14-én.

## A történet
|  | Alább a cselekmény részletei következnek! |

Mauricio Castellanos megszünteti házasságát Victoria Castellanosszal, mert a férfi féltékenykedése tönkreteszi a házasságukat. Victoria elhagyja a várost, de balesetet szenved, s a családja azt hiszi, hogy meghalt. Valójában túléli a sérülést, és színésznő lesz, nevét megváltoztatja, ezután Amparo Rivasként fog élni. Közben Mauricio feleségül vesz egy titokzatos nőt, akit Gilda Gómeznek hívnak. Mauricio anyjának, Úrsulának nagyon gyanús az új menye. Úrsula barátnője, Constanza találkozik Amparo Rivasszal, s Victoria szövetségest talál az öreg nőben. Gilda gyanakszik Amparo Rivasra, s mivel Mauriciót is érdekli a színésznő (mert nagyon hasonlít Victoriára), apró csalárdságokat követ el, hogy megutáltassa a férjével Amparo Rivast. Később megtudja, hogy Constanza tudja a színésznő titkát, s ez később az asszony unokájának, Nayellinek is a tudomására jut. Ezért a gonosz nő brutálisan meggyilkolja Nayellit, s miután Constanza agyvérzés következtében egy időre lebénul, Gilda elárulja a betegnek, ő az unokája gyilkosa. De ezt Úrsula kihallgatja, s mindenáron el akarja érni, hogy fiának elmondja, új felesége egy elvetemült gyilkos.
Közben Victoria egész bizalmas viszonyba keveredik Román Castillóval, aki a színháznál dolgozik. Úrsula állapota egyre rosszabbodik, mert menye hosszú idő óta arzénnal mérgezi. Az anyós megérzi, hogy Gilda próbálja meg eltenni láb alól, ezért egy másik barátnőjével, Columbával együtt próbálják meg leleplezni az őrült nőt. Közben Gilda Mauricio barátját, Martínt is kegyetlenül megöli (legalábbis meg akarja), mert ő is beleavatkozik az ügyeibe. Úrsulát kórházba szállítják, ahol fiának bevallja gyanúját. Mauricio elfogatja feleségét, s Gildát hosszú évekre börtönbe zárják. De megszökik a börtönből, s bosszút esküszik.
Közben veszély leselkedik rájuk Patricio személyében is, aki beleszeret Mauricio lányába, Antoniába, s Olivia is megpróbálja behálózni Mauriciót.
Victoria és Mauricio összeházasodnak, de ez egyáltalán nem tetszik Úrsulának. A nászutat a tengerparton töltik, ahol Mauriciót sikerül meggyilkolnia a szökött Gildának.
Victoria teljesen maga alá kerül, mikor megtudja, hogy férje halott. Megismerkedik a magyar származású Luis Miguel Garayval, aki átsegíti a tragédián. Luis Miguel beleszeret Victoriába...
|  | Itt a vége a cselekmény részletezésének! |

## Szereposztás
| Szerepnév                                         | Színész(nő)                | Magyar Hang         |
| ------------------------------------------------- | -------------------------- | ------------------- |
| Victoria Robles de Castellanos Amparo Rivas       | Laura Flores               | Tóth Enikő          |
| Mauricio Castellanos Grajales                     | Fernando Carrillo          | Viczián Ottó        |
| Luis Miguel Garay                                 | Arturo Peniche             | Haás Vander Péter   |
| Gilda Gómez de Castellanos Martha Laura Izaguirre | Alejandra Ávalos           | Holló Orsolya       |
| Úrsula Grajales vda. de Castellanos               | Ofelia Gulilmáin †         | Pásztor Erzsi       |
| Antonia Castellanos Robles de Reyes               | Renée Varsi                | Létay Dóra          |
| Eduardo Castellanos Robles                        | Rodrigo Vidal              | Crespo Rodrigo      |
| Berenice Gutiérrez de Castellanos                 | Mayrín Villanueva          | Huszárik Kata       |
| Sabina Castellanos Grajales de Reyes              | Vanessa Guzmán             | Götz Anna           |
| Columba Pardo de Sánchez                          | María Victoria             | Dallos Szilvia      |
| Martín Mendizábal                                 | Gabriel Varela             | Schnell Ádám        |
| Constanza de la Parra                             | Rosángela Balbó †          | Menszátor Magdolna  |
| Nayeli de la Parra                                | Adriana Riveramelo         | Solecki Janka       |
| Román Castillo Arteaga                            | Gerardo Murguía            | Berzsenyi Zoltán    |
| Patricio Mistral                                  | Rafael Rojas               | Fekete Ernő         |
| Ariana (vda.) de Granados Ariana de Mendizábal    | Gabriela Goldsmith         | Ullmann Zsuzsa      |
| Pablo atya                                        | Alfonso Iturralde          | László Zsolt        |
| Octavio Elizondo                                  | Alejandro Tommasi          | Mihályi Győző       |
| Rossana Banderas                                  | Mónica Dossetti            | Erdős Borcsa        |
| Fausto Berriozábal                                | Germán Gutiérrez           | Kerekes József      |
| Olivia Salas Berriozábal                          | Alejandra Procuna          | Ősi Ildikó          |
| Tizoc Pardo                                       | Oscar Uriel                | Dévai Balázs        |
| Tizoc Pardo                                       | Oscar Uriel                | Moser Károly        |
| Violeta Arismendi de Garay                        | Frances Ondiviela          | Makay Andrea        |
| Mercedes "Meche" González                         | Ivonne Montero             | Kisfalvi Krisztina  |
| Mercedes "Meche" González                         | Ivonne Montero             | Árkosi Kati         |
| Virgilio Jobito "Ragya"                           | Benjamín Rivero            | Sótonyi Gábor       |
| Francisco Reyes                                   | Luis Xavier                | Tóth Zoltán         |
| Leonardo Reyes Pastor                             | Abraham Ramos              | Harmath Imre        |
| Pancho Serrano                                    | Manuel "El Loco" Valdés    | Kristóf Tibor       |
| Pancho Serrano                                    | Manuel "El Loco" Valdés    | Áron László         |
| Lucía                                             | Claudia Silva              | Mezei Kitty         |
| Abelardo Roldán                                   | José Roberto               | Szokolay Ottó       |
| Alberto Sosa                                      | Arturo Vázquez             | Szatmári Attila     |
| Alberto Sosa                                      | Arturo Vázquez             | Bodrogi Attila      |
| Soledad vda. de Sosa                              | Amparo Garrido             | Tóth Judit          |
| Adán Sosa                                         | Eugenio Lobo               | Németh Gábor        |
| Estela "Estellita" vda. de Silva                  | Evita Muñoz "Chachita"     | Bókai Mária         |
| Jazmín Elizondo Silva                             | Wendy González             | Csifó Dorina        |
| Nemtom                                            | Roberto Marín              | Baradlay Viktor     |
| Nemtom                                            | Roberto Marín              | Borbíró András      |
| Cirilo                                            | Alfredo Vega               | Gacsal Ádám         |
| Mariana Garay Arismendi                           | Diana Osorio               | Németh Borbála      |
| Alfredo Domínguez                                 | Luis Roberto Guzmán        | Seder Gábor         |
| Mara                                              | Luz Elena González         | Sági Tímea          |
| Mara                                              | Luz Elena González         | Varga Klári         |
| Antonio Quintana "Tonio"                          | Ernesto Valenzuela         | Széles Tamás        |
| Olmos nyomozó                                     | Miguel Priego              | Epres Attila        |
| Bonifacia "Bonnie"                                | Ivonne Bardett             | F. Nagy Erika       |
| Evelio                                            | Evelio con V               | Háda János          |
| Lorenza                                           | Nancy Pablos               | Oláh Orsolya        |
| Getulia                                           | Dolores Salomón "Bodokito" | Némedi Mari         |
| José "Pepe" Serrano                               | Ricardo Alejandro Valdés   | Imre István         |
| Dr. Jonás Pérez                                   | Benito Castro              | Sörös Sándor        |
| Sandoval ügyvéd                                   | Carlos Cámara              | Kardos Gábor        |
| Julio Granados                                    | Chao                       | Kálloy Molnár Péter |
| Rex Uribe                                         | Oskar "El Espectáculo"     | Juhász György       |
| Chóforo                                           | Raúl Padilla "Chóforo"     | Bácskai János       |
| gyerek Eduardo Castellanos                        | José Eduardo               | Czető Roland        |
| gyerek Antonia Castellanos                        | Natasha Dupeyrón           | Czető Zsanett       |
| Sebastián Paredes Szultán                         | Carlos González            | Varga Tamás         |
| Sebastián Paredes Szultán                         | Carlos González            | Orosz István        |

## Érdekességek
- Bár néhány epizód főcímében feltüntették Guillermo García Cantú nevét, valójában sosem szerepelt a sorozatban. Valószínűleg Octavio Elizondo szerepét játszotta volna, ám végül ismeretlen okból Alejandro Tommasi formálta meg a karaktert a figura első felbukkanásától kezdve.
- Csak a magyar változatban lehetett hallani a sorozat főcímdalaként Fernando Carrillo Perdóname című szerzeményét. Eredetileg Marco Antonio Solís Sigue sin mi című dala szólt a képsorok alatt. Ez a változtatás minden bizonnyal annak volt köszönhető, hogy Carrillo akkoriban még mindig hatalmas népszerűségnek örvendett Magyarországon a Rosalinda főhőseként. El is látogatott Budapestre a TV2 meghívására, ahol Jakupcsek Gabriella Férfisztriptíz című műsorában szerepelt, továbbá Lagzi Lajcsi Dáridójában is fellépett, ahol előadta a Perdóname című dalát is.
- A gonosz Gilda Gómezt alakító Alejandra Ávalos játszotta Fernanda, a főhősnő szerepét a Soñadoras – Szerelmes álmodozók című 1998-as telenovellában.
- Alejandra Ávalos és Arturo Peniche már játszottak korábban együtt a Soñadoras - Szerelmes álmodozók című sorozatban is, ahol ők alkották a főszereplő párost.
- A telenovellákban általában a végén kegyetlen büntetést kap a főgonosz. A Sebzett szívek esetében Gildát élve temették el.

## A sorozat elhunyt színészei
- 2005. január 14-én 84. életévében tüdőgyulladásban elhunyt Ofelia Guilmáin, a Doña Úrsulát, Mauricio édesanyját alakító színésznő.
- Rosangela Balbó (Dona Constanza) 2011. november 3-án hunyt el tüdőrákban, 70 éves korában. Utolsó szerepe A végzet hatalma című sorozat Olgája volt.
- 2016. február 24-én 82 éves korában, szívinfarktus következtében elhunyt Carlos Camara, aki egy kisebb szerepben tűnt fel: Gilda ügyvédjét, Sandovalt alakította.